# Posto Santo
Posto Santo ist eine portugiesische Gemeinde (Freguesia) im Kreis (Município) Angra do Heroísmo auf der Azoren-Insel Terceira. In ihr leben 1031 Einwohner (Stand 19. April 2021).